# Front Nacional de Botswana
El Front Nacional de Botswana (en anglès Botswana National Front) és el principal partit polític d'oposició a Botswana. A les últimes eleccions, al 30 d'octubre del 2004, el partit va guanyar el 26,1% del vot popular i 12 dels 57 escons. Al 1994 13 dels seus candidats van ser escollits com a membres de l'Assemblea Nacional, per primer cop a la seva història. En aquest punt va adoptar el lema "Hora del canvi". Alguns dels seus líders han sigut Chief Bathoen, Kenneth Koma i ara Otsweletse Moupo. El partit opera en termes generals amb la ideologia de la socialdemocràcia. Moupo emfatitza la necessitat d'ajudar els pobres a escapar-se de la pobresa. Hi ha hagut unes quantes lluites internes en el partit degut, en termes generals, al faccionalisme. Aquest ha portat a l'escissió de faccions uns quants cop, culminant en la formació de partits escindits com el Partit del Congrés de Botswana, la ideologia política dels quals no és apreciablement diferent de la del BNF.